# بيت الدناس (المحويت)

تعديل مصدري - تعديل

بيت الدناس هي إحدى قرى عزلة الوسط بمديرية المحويت التابعة لمحافظة المحويت، بلغ تعداد سكانها 98 نسمة حسب تعداد اليمن لعام 2004.